# Ioan Joldea
Ioan Joldea (n. secolul al XV-lea) a fost domn al Moldovei în septembrie 1552.

## Domnie
Joldea, un boier moldovean cu rang de comis, a fost ales domn în tabăra de la Țuțora de către boierii Sturza și Moghilă, după uciderea lui Ștefan al VI-lea Rareș pe 8 septembrie 1552. Acest fapt a stârnit ostilități la Cracovia. Regele Sigismund al II-lea August avea de gând să-l înscăuneze la Suceava pe  Alexandru Lăpușneanu, feciorul lui Bogdan III cel Orb. Joldea o alesese soție pe Ruxandra, fata lui Petru Rareș, pentru a fi îndreptățit să ocupe tronul țării.
Joldea se îndrepta spre Suceava pentru a fi uns domn, dar greșeala lui a fost popasul de la Șipote. Lăpușneanu, cu sprijin de la nobilul Seniawiski și de la vornicul Moțoc, l-au prins prin vicleșug pe Joldea și pe boierii credincioși lui. Joldea a fost crestat la nas ca să nu mai aibă dreptul la domnie  și a fost călugarit.